# ドラえもん 対決ひみつ道具!!
『ドラえもん 対決ひみつ道具!!』（ドラえもん たいけつひみつどうぐ!!）は、1991年3月1日にエポック社が発売したゲームボーイ用ゲームソフト。
漫画『ドラえもん』（1969年 - 1996年）およびアニメ『ドラえもん』（1979年 - 2005年）を題材にしている。

## ゲーム内容

### システム
本作はドラえもんのひみつ道具がボスとして立ちふさがる。マップを歩き回り、シューティングステージをクリアし、攻略に必要なひみつ道具を入手してゲームを進め、最終的にボスを倒せばクリアとなる。
シューティングステージは縦もしくは横型スクロールであり、陸地、水中、宇宙、地底ステージがある。ステージによっては進入に特定のひみつ道具が必要になる。中には攻略と無関係のステージもあり、クリアすると使用回数が増えるだけで、クリアしなくてもゲームの進行に影響がなく飛ばしてもよい。他にもランダムで2個武器かドラ焼きが入手できるボーナスステージや、マップ間の移動、情報のみの場合もある。
シューティングステージの途中でミスすると、再開地点はそのステージの冒頭になり、さらにゲームオーバーになると、そのマップの初期状態からの再開になる。
正体のわからない不可解な世界が舞台となっているためか、全体的に不気味で深刻な内容であり、最後まで緊迫した雰囲気を漂わせる。また、ひみつ道具といえども大切に使わねばならないというメッセージ性もある。

### ひみつ道具・アイテム
武器とサポート系はマップやシューティングステージで拾うことにより使用可能。カミナリだいことうちわ風神以外の武器を拾うと、それまで装備していた武器は消えてしまう。サポート系ひみつ道具も他の物を拾うと前に拾った物の効果は消えてしまう。

#### 会話画面に登場
ミチビキエンゼル
最初からいる。情報を教えてくれる。調査に出かけることもあるが、移動方法は不明。
正直太郎
1ステージをクリアすると手に入る。本来は持つ者の考えている事を喋る道具なのだが、今作ではなぜかミチビキエンゼルと同様に会話できる。4ステージでは何者かに壊されてしまい、ほんやくコンニャクを入手しないと会話が不可能になる。

#### 武器
チャンピオングローブ
最初から持っている。威力は強いが射程が非常に短い。ボスを倒すとその時使っていた武器のエネルギーが尽きてしまい、再びこれを装備することになる。
空気ピストル
連射することができる。威力は弱い。
衝撃波ピストル
空気ピストルの4倍の威力の弾(外見は空気ピストルの弾4発セット)を撃つことができる。画面上に3発(外見上は12発)まで出すことができて非常に強力。
ブーメラン
投げても戻ってくる。敵を貫通し、威力も非常に強いが射程は短い。武器の中では唯一、ひみつ道具ではない。
たつまきストロー
前後2方向に弾が撃てる。威力は弱い。
空気砲
前方3方向に弾が撃てる。威力は弱い。
シャボン玉ピストル
敵を貫通する弾が撃てる。威力は非常に強いが弾速が遅い。
カミナリだいこ
画面内の敵を全滅させることができる。3回使うと無くなる。装備中1回だけ敵の攻撃を肩代わりしてくれる。サポート系ひみつ道具を拾うかドアに入るかアウトになると消えてしまう。武器取得以外で無くなると直前に装備していた武器に戻る。
うちわ風神
カミナリ太鼓と同様。

#### サポート系
ドアに入るかアウトになると効果は消える。
SLえんとつ
一定時間無敵になり、移動速度も速くなる。
タンマウォッチ
一定時間敵の動きを止められる。止まっている敵に当たってもアウトなので注意。
バリヤーポイント
3回まで敵の攻撃に耐えられる。
分身ハンマー
1回だけ敵の攻撃に耐えられる。
桃太郎印のきびだんご
5秒間敵が弾を撃たなくなる。発射後の敵の弾も消滅する。
ハッスルネジ巻き
ドアに入るかアウトになるまでの間、移動速度が速くなる。

#### シナリオアイテム
シナリオを進めるのに必要なアイテム。ステージクリア時に手に入る。
通りぬけフープ
壁の向こうにある部屋に入るのに必要。
オールマイティパス
許可証が必要な場所への進入に必要。
テキオー灯
宇宙ステージへの進入に必要。なぜか水中ステージへは入れない。
カギ
何かの鍵。ある場所への進入に必要だが、そのままでは大きすぎて鍵穴に入らない。
スモールライト
カギの縮小に必要。
深海クリーム
水中ステージへの進入に必要。
光りごけ
暗闇を照らすのに必要。
ゴマロック
ある人物が囚われている牢屋を開くのに必要。
ほんやくコンニャク
壊された正直太郎の話を聞くのに必要。選択肢によっては手に入れなくてもクリア可能。
タイムテレビ
あるステージで使用しないと先に進ませてもらえない。手に入れた時には故障している。
タイムふろしき
タイムテレビを修理するのに必要。なぜか正直太郎は修理できない。
タイムカプセル
中に道路光線が入っている。
道路光線
道が消えている場所を通るのに必要。

#### その他
タケコプター
1ステージをクリアすると手に入る。シューティングステージで飛行可能になる。横スクロールのステージでは着陸もできる。
どこでもドア
マップの各地に配置されており、シューティングステージ等への移動に使われる。シューティングステージのゴール地点・ボーナスステージの出口にも配置されており、入ることでステージクリアとなる。クリアしたステージ及び一度入った情報部屋へ通じるドアは閉じて入れなくなる。
レーダー
マップにいる時にセレクトボタンを押すと表示される。開いているドアの位置が黒い点で、閉じているドアの位置が白い点で示されるが、地形まではわからない。
ドラ焼き
残り人数が1つ増える。マップやステージで拾える他、シューティングステージのクリア時に手に入ることもある。

## ストーリー
ドラえもんはタイムマシンのコンピューターを使って迷路ゲームをしていた。のび太、しずか、ジャイアン、スネ夫も加わって、一緒にゲームを楽しんでいると、突然タイムマシンから煙が噴き出し、ドラえもんらは煙に包まれる。ドラえもんが気が付くと、そこには不思議な迷路空間が広がっていた。のび太らの姿はなく、ひみつ道具も散逸する。ドラえもんはミチビキエンゼルの助言のもと、のび太らの捜索、迷路空間からの脱出を試みる。

## 登場人物
ドラえもん
プレイヤーキャラクター。
しずか
1ステージのボス、バケコプターに拘束される。
スネ夫
2ステージのボス、ヒラリマントラーに拘束される。
ジャイアン
3ステージのボス、鏡のモンスターに拘束される。
のび太
4ステージのボス、タイムマシンのモンスターに拘束される。救出後に今回の出来事の真相を教える。
ドラミ
舞台となる世界を調査し、ミチビキエンゼルと同様に情報を教えてくれる。あるステージをクリアすると大量のドラ焼きを持って来てくれる。
バケコプター
1ステージのボス。元の姿はタケコプター。巨大なタケコプターに目玉と唇の太い口が付いた姿。倒すとタケコプターに戻り、以後シューティングステージで使用できるようになる。
ヒラリマントラー
2ステージのボス。元の姿はヒラリマント。巨大なマントに目と細い腕が付いた姿。作中で「どんな攻撃も跳ね返してしまう」との情報が聞けるが、攻撃反射らしき特性は持っておらず、普通に攻撃して倒せる。ボス戦ステージが縦型視点になっている。倒すとヒラリマントに戻る。
鏡のモンスター
3ステージのボス。名称は不明。元の姿はうそつきかがみ。巨大な鏡に目と口と手足が付いた姿。その特殊能力(作中では「鏡の呪い」と表現)によって、ボーナスステージとボス戦ステージでの十字キーの入力を逆転させてくる。倒すとうそつきかがみに戻る。
タイムマシン
4ステージのボス。他のボスと違い巨大化はしていない。前部に目玉と口が出現している。倒すと落下して動かなくなるが……

## スタッフ
- ゲームデザイン：よしはらバッチシさとし（葭原智）
- ゲームシナリオ：とらじまいっかくじゅう
- メインプログラム：あそまさあき（エスエーエス）
- ゲームプログラム：池田慎一（エスエーエス）
- グラフィックデザイン：沖山潤（ポップハウス）、平井勝人（ポップハウス）
- サウンドプログラム：あかぎりゆうじ
- サウンドコンポーズ：たあしいるぱ（沓掛隆志）
- ひみつどうぐコンサルタント：ノバほひほひ
- スペシャルアシスト：沢田幸一、島村誠司
- アドバイザー：小学館
- ディレクター：ほりえもんまさゆき（堀江正幸）
- プロデューサー：宮原貞夫、蛇谷秀明

## 評価
- ゲーム誌『ファミコン通信』の「クロスレビュー」では、合計24点となっている[3]。

- ゲーム誌『ファミリーコンピュータMagazine』の読者投票による「ゲーム通信簿」での評価は以下の通りとなっており、20.43点（満30点）となっている[1]。

| 項目 | キャラクタ | 音楽 | 操作性 | 熱中度 | お買得度 | オリジナリティ | 総合  |
| 得点 | 3.61       | 3.40 | 3.44   | 3.42   | 3.39     | 3.17           | 20.43 |